# Susan Bay
Susan Bay, ou Susan Linda Bay, (nasceu em 16 de marco de 1943) fez o papel da Almirante Rollman em Star Trek: Deep Space Nine, nos episódios "Past Prologue" e "Whispers".
Bay era casada com Leonard Nimoy desde o dia de Ano Novo de 1989. Ela frequentemente desenvolveu trabalhos fotográficos com o marido.
Bay também estrelou The Many Loves of Dobie Gillis (com Sally Kellerman), Ben Casey (com John Anderson), Mannix (com Neemias Persoff), Remington Steele (com Larry Cedar) e Civil Wars (com Louise Fletcher, Ray Buktenica , Kenneth Mars, e Lawrence Dobkin).
Ela é prima do diretor e produtor Michael Bay.